# Angela Bettis
Angela Marie Bettis (ur. 9 stycznia 1973 w Austin) – amerykańska aktorka, znana z występów w filmach grozy.
Laureatka Nagrody Wschodzącej Gwiazdy na festiwalu filmowym w Marco Island (1999). Za tytułową rolę w horrorze May (2002) przyznano jej nagrody podczas Sitges – Catalonian International Film Festival, Málaga International Week of Fantastic Cinema oraz Brussels International Festival of Fantasy Film (2002−2003).
Nim wsławiła się rolą May Dove Kennedy, wystąpiła na drugim planie w dramacie biograficznym Przerwana lekcja muzyki (Girl, Interrupted, 1999) u boku Winony Ryder i Angeliny Jolie. Odegrała rolę Carrie White w telewizyjnym filmie Carrie z 2002 roku.